# Vaccinium agusanense
Vaccinium agusanense är en ljungväxtart som beskrevs av Adolph Daniel Edward Elmer. Vaccinium agusanense ingår i Blåbärssläktet, och familjen ljungväxter. Inga underarter finns listade i Catalogue of Life.